# Chata Rusalka
Chata Rusalka, někdy též uváděna jako Rusalčina, původního názvu Maurigova (Maurig–Hütte), je dřevěný vyhlídkový altán umístěný v nadmořské výšce 554 metrů ve svahu nad levým břehem řeky Teplé v lázeňských lesích jihozápadně od města Karlovy Vary. Původní vyhlídka byla zřízena hrabětem Janem Rudolfem Chotkem v roce 1810 a nesla název Belvedere.

## Historie
Vyhlídku nazvanou Belveder (něm. Belvedere) nechal v roce 1810 postavit hrabě Chotek. Jednalo se tehdy o kamennou terasu s lavičkami a zábradlím. Roku 1826 bylo místo upravováno a patrně tehdy byl přistavěn šestiboký jehlancový přístřešek. V roce 1906 byl na kamenné terase původní vyhlídky vystavěn dnešní dřevěný vyhlídkový altán, který se ještě po ukončení druhé světové války nazýval Maurigova chata (něm. Maurig–Hütte). Byla postavena jako upomínka na Ferdinanda rytíře Maurig von Sarnfeld, který od roku 1892 do své smrti v roce 1905 zastával v Karlových Varech funkci okresního hejtmana. Pravděpodobně koncem padesátých let 20. století byl altán na návrh místní Názvoslovné komise přejmenován na chatu Rusalka. V srpnu roku 1968 udeřil do střechy altánu blesk, zničil krov a roztříštil sloup u vchodu. V roce 1969 tesaři toto poničení opravili a chatu zastřešili.
Stavební sondy odhalily v roce 2005 špatný technický stav (dřevěné trámy, střecha) a o tři roky později došlo k celkové rekonstrukci chaty. O práce se postarala společnost Lázeňské lesy Karlovy Vary za finančního přispění Karlovarského kraje. Součástí rekonstrukce bylo i vykácení svahu pod altánem, a tím obnovení výhledu do údolí. Slavnostní předání opravené chaty proběhlo v říjnu 2008 v rámci ukončení sezóny v lázeňských lesích.

## Popis
Současná podoba chaty pochází z roku 1906. Stavba tehdy vznikla na základech z kyklopského zdiva, vysoká kamenná podezdívka zde vyrovnává svažitý terén. Chata je obdélná s polokruhovou zastřešenou vyhlídkovou terasou a obdélnou sloupovou předsíní. Konstrukce je trámová, částečně opláštěná prkny, střešní krytina je šindelová.

## Zajímavosti

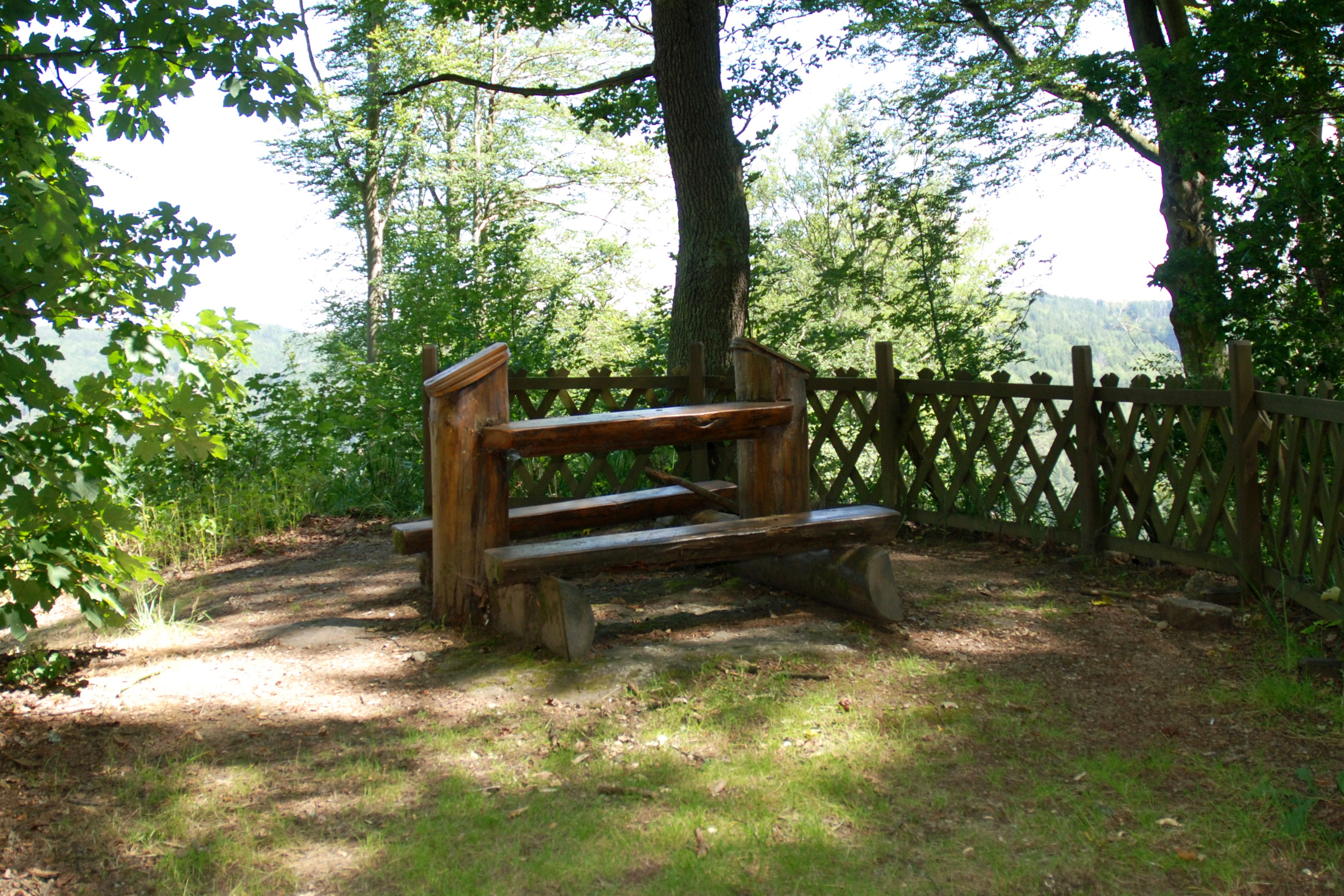
Původní Páralovo sedátko

### O Vladimíru Páralovi
Chata byla oblíbeným místem spisovatele Vladimíra Párala. Do Karlových Varů jezdil pravidelně od roku 1967, procházel se po lesích a psal. V roce 1992 pak vydal Knihu rozkoší, smíchu a radosti, příběh inspirovaný lázněmi a jejich lesnatým okolím.  Úryvek z knihy je v chatě k nahlédnutí či přečtení. Tabulka s textem zde byla instalována 19. září 1999.
„Zcela oproštěný a otevřený vyšel z pavilónu Rusalka do deště, který mu teď již nevadil, vesele mu nastavoval tvář a se smíchem pil jeho čerstvou vodu z nebe, to zdejší šedivé listopadové je přece totéž jako bylo čistě modré v květnové Číně, a karlovarské lázeňské lesy jako zahrada Potěšení v Šanghaji a zahrady Rybářova, Západní a zahrada Pohodlí v Su-čou, volně vcházel do zdejších altánů, pavilónů a stavení Vyhlídka, Diana, Myslivna a Svatý Linhart jako v horách nad Pekingem ..... (V. Páral 19. 9. 1999)“ 

### Páralovo sedátko
Ke konci 20. století bylo nedaleko chaty Rusalka vybudováno Páralovo sedátko, jež zde stojí na spisovatelovu počest a připomíná jeho lásku, obdiv a úctu ke karlovarským lesům.

## Fotogalerie

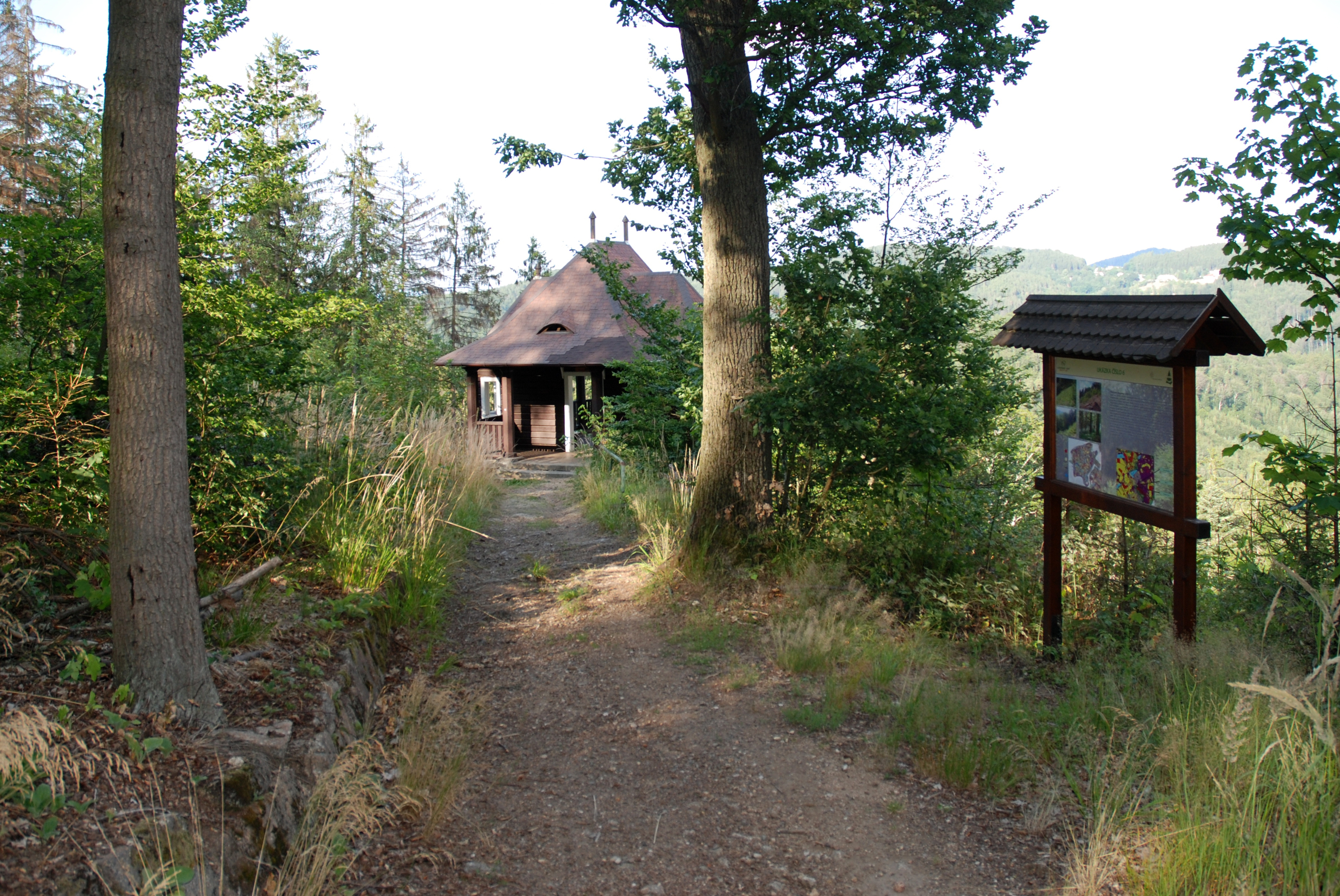
Přístup ze směru chaty Kazatelna, červenec 2019
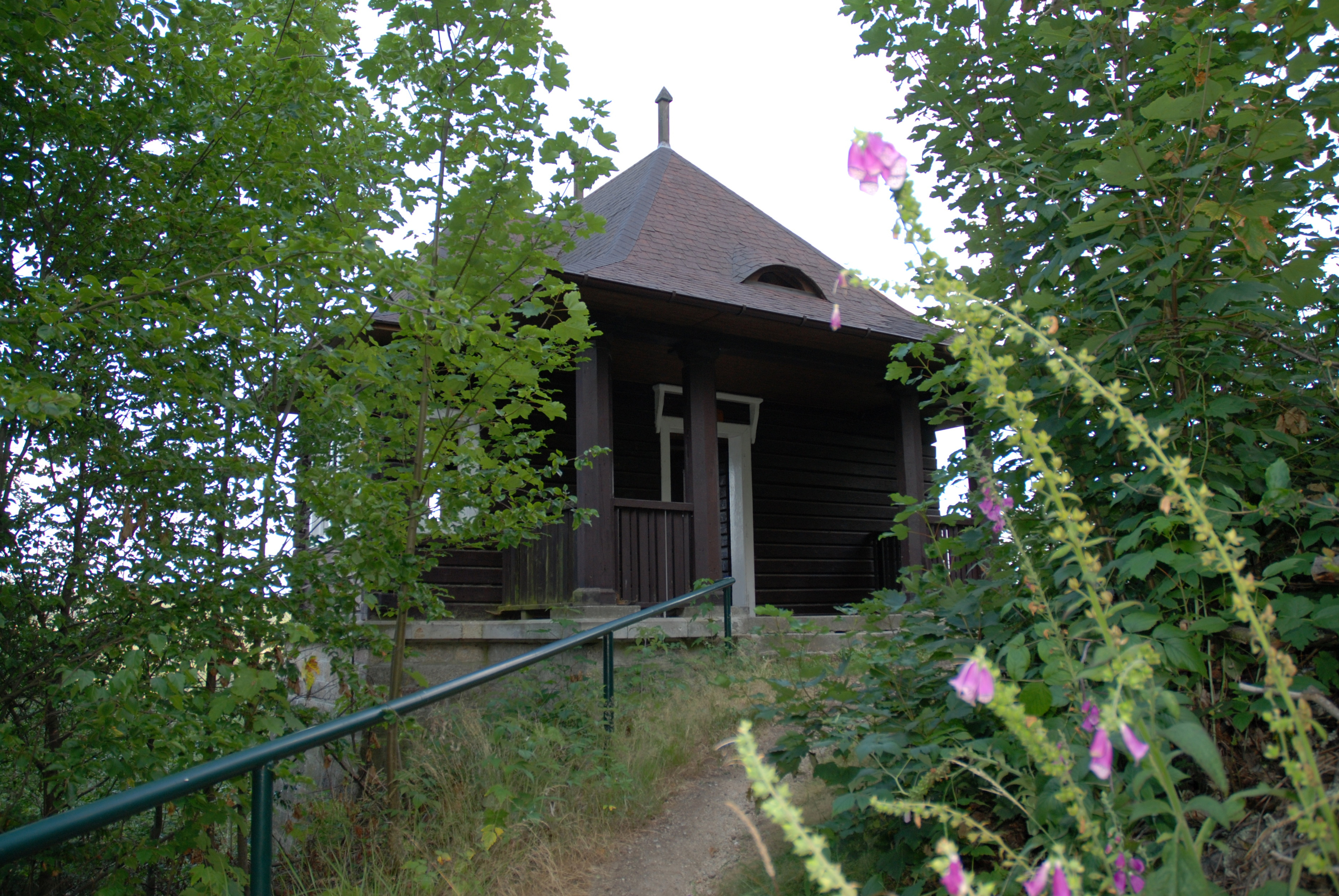
Přístup ze směru kaple Ave Maria, červenec 2019
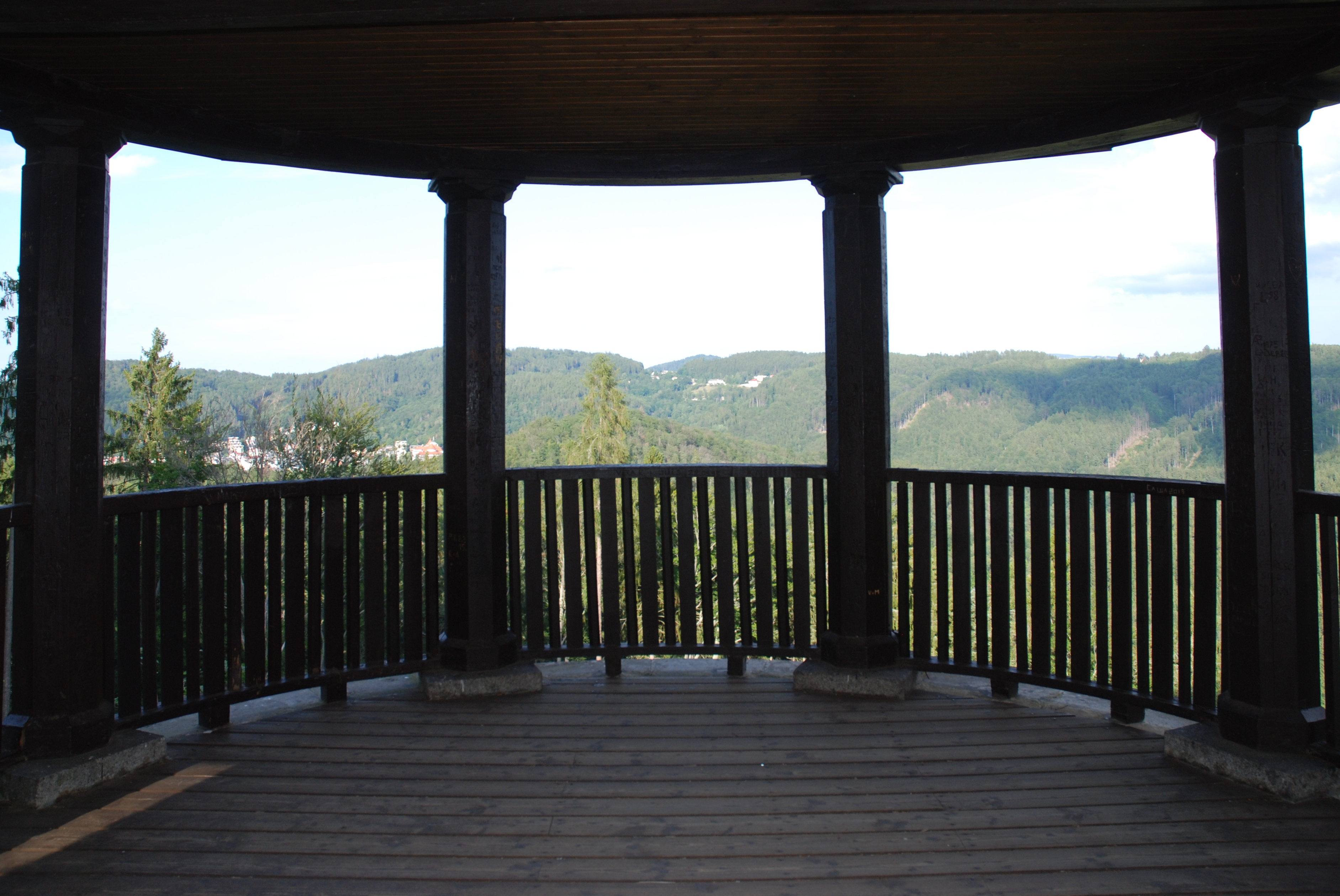
Polokruhová vyhlídková terasa, červenec 2019
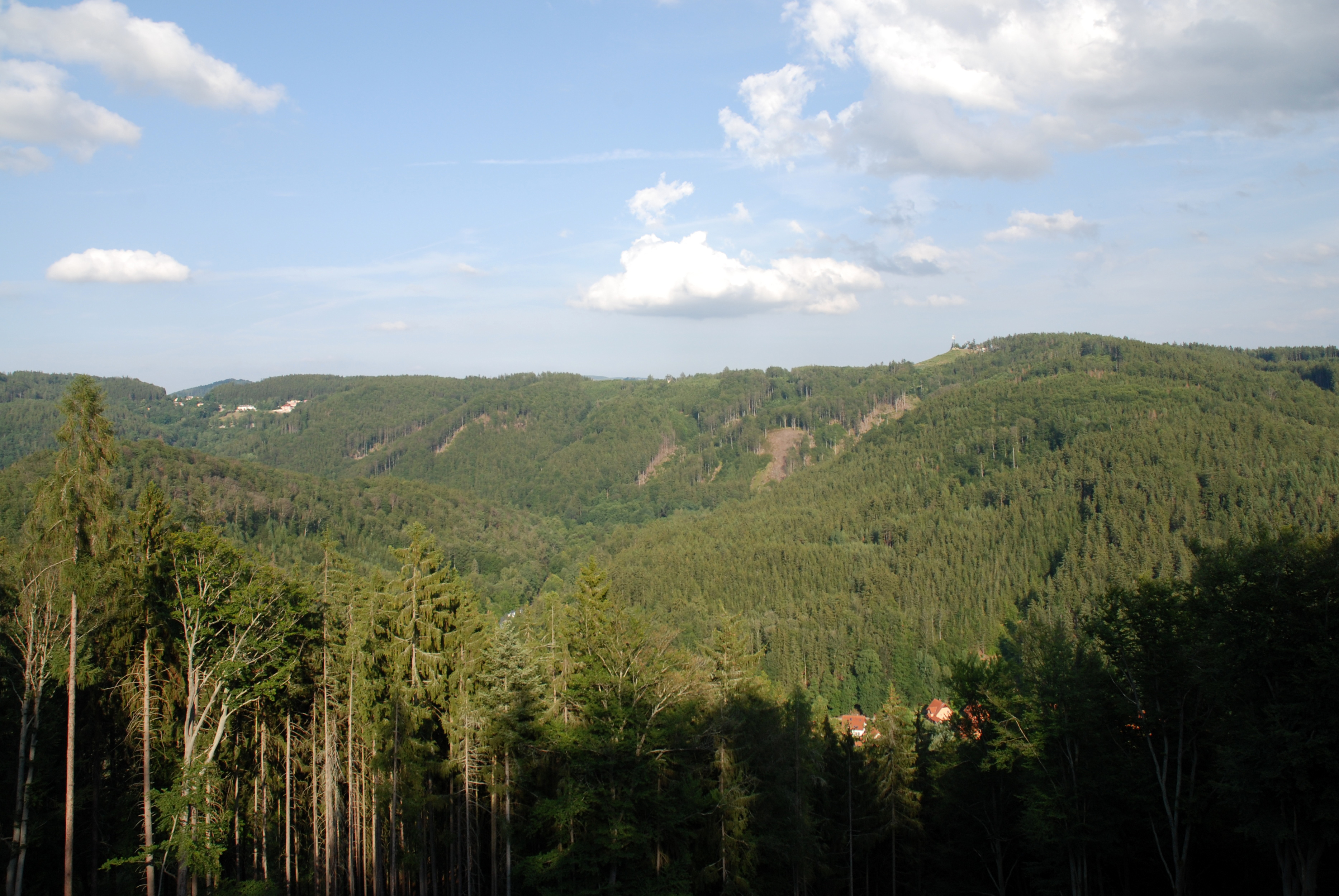
Pohled z terasy, vlevo Hůrky, vpravo nahoře Vítkův vrch, dole sportovní centrum Gejzírpark, červenec 2019
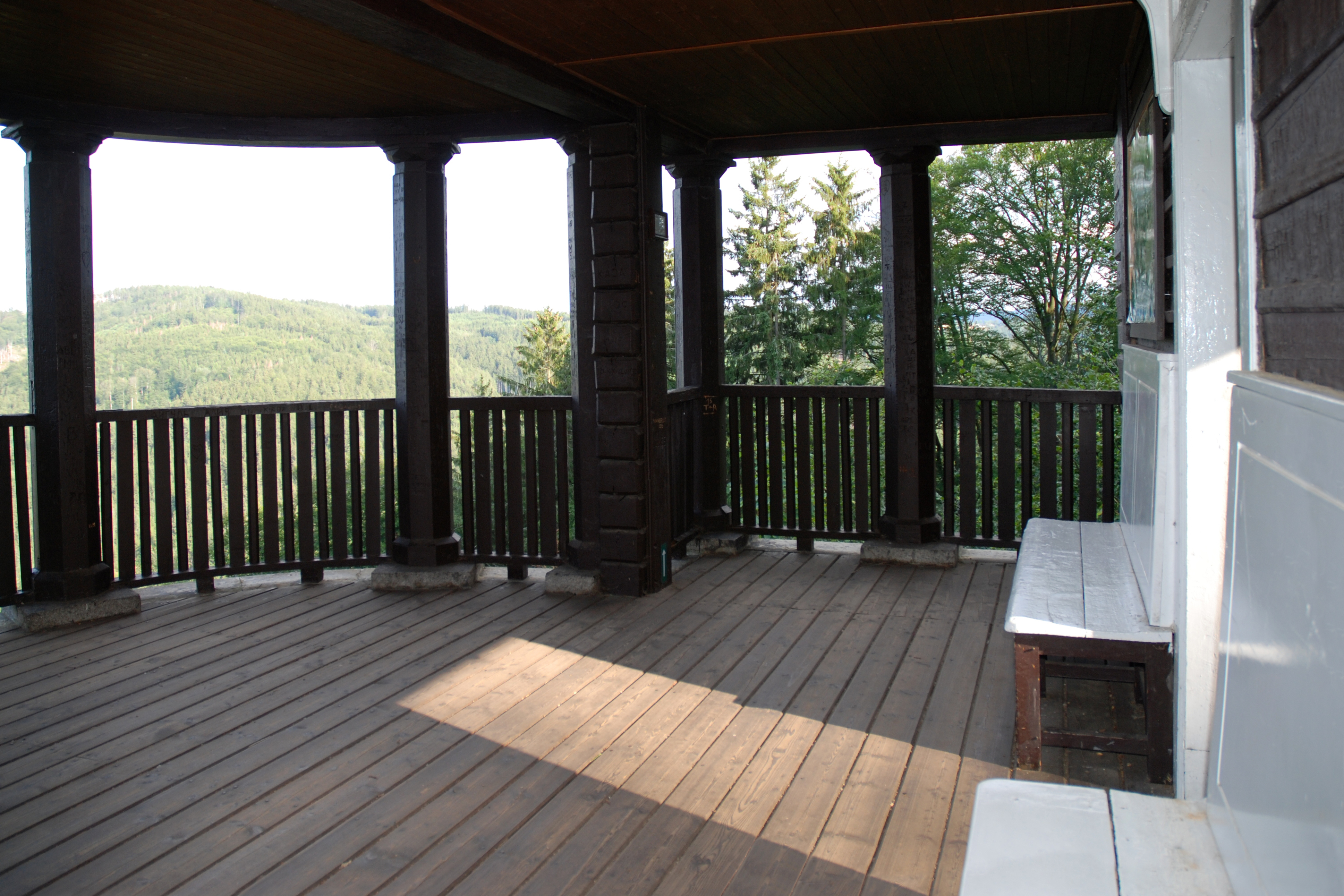
Vyhlídková terasa s částí interiéru, červenec 2019
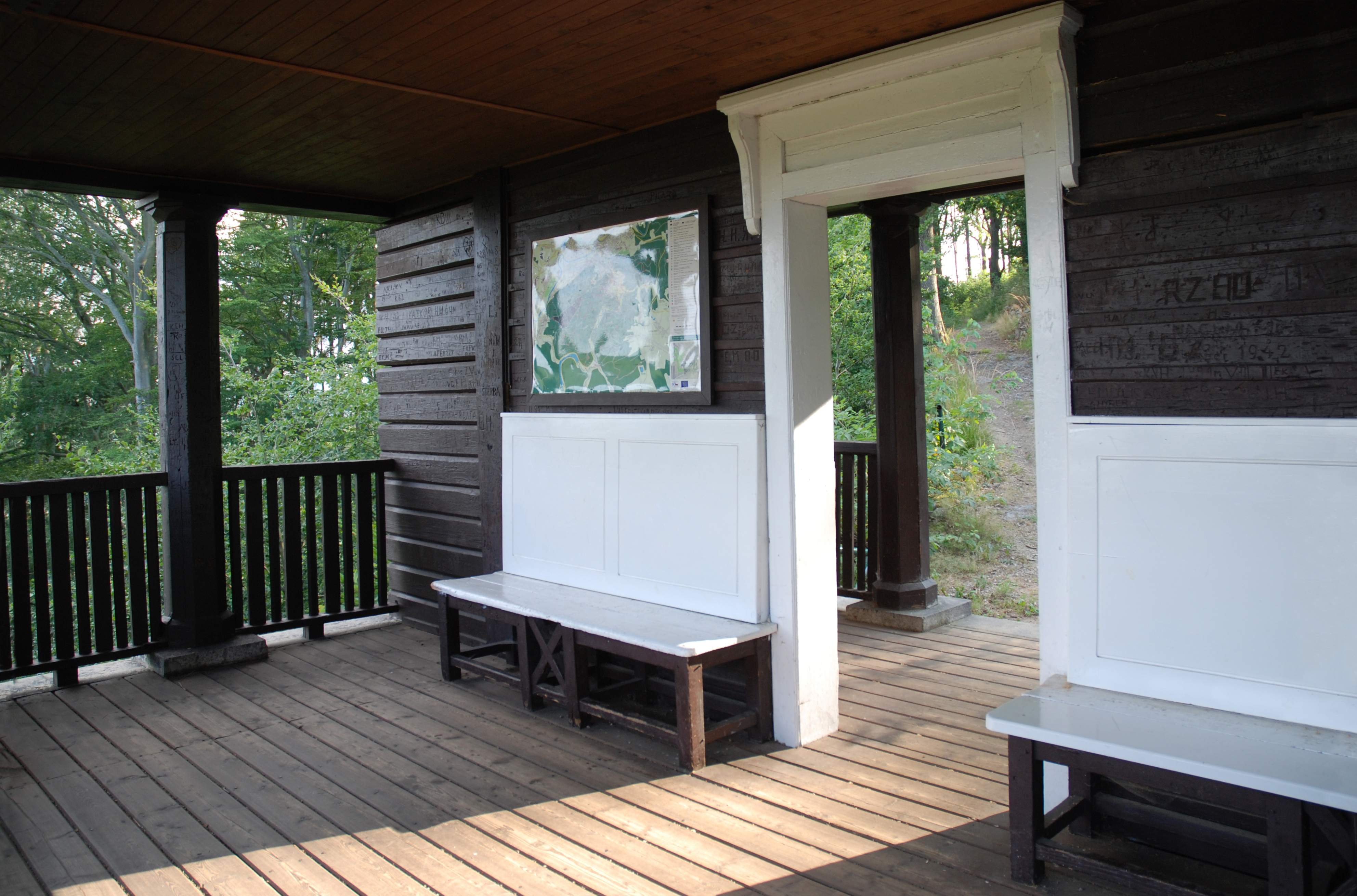
Část interiéru s přístupovou cestou, červenec 2019
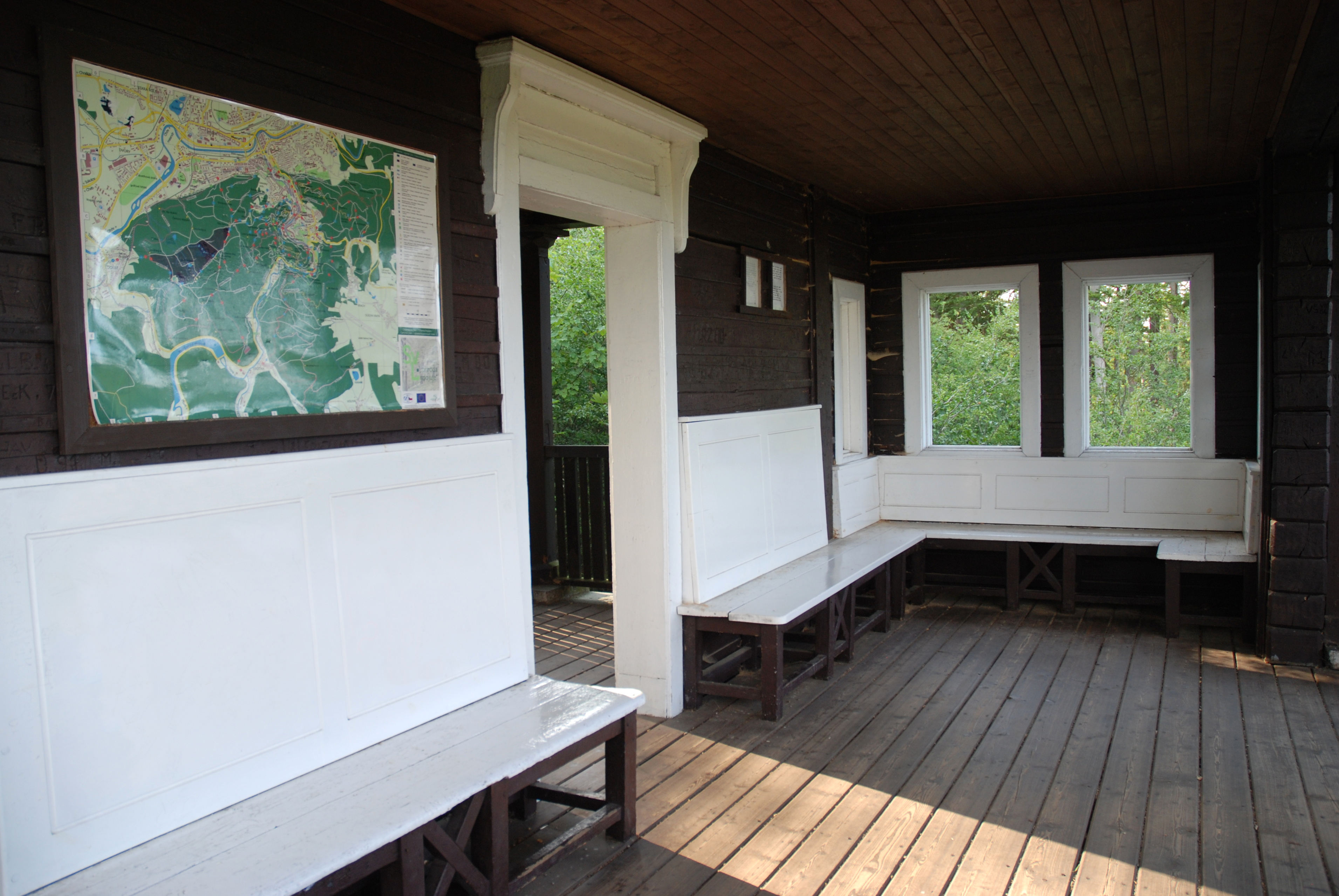
Část interiéru, červenec 2019
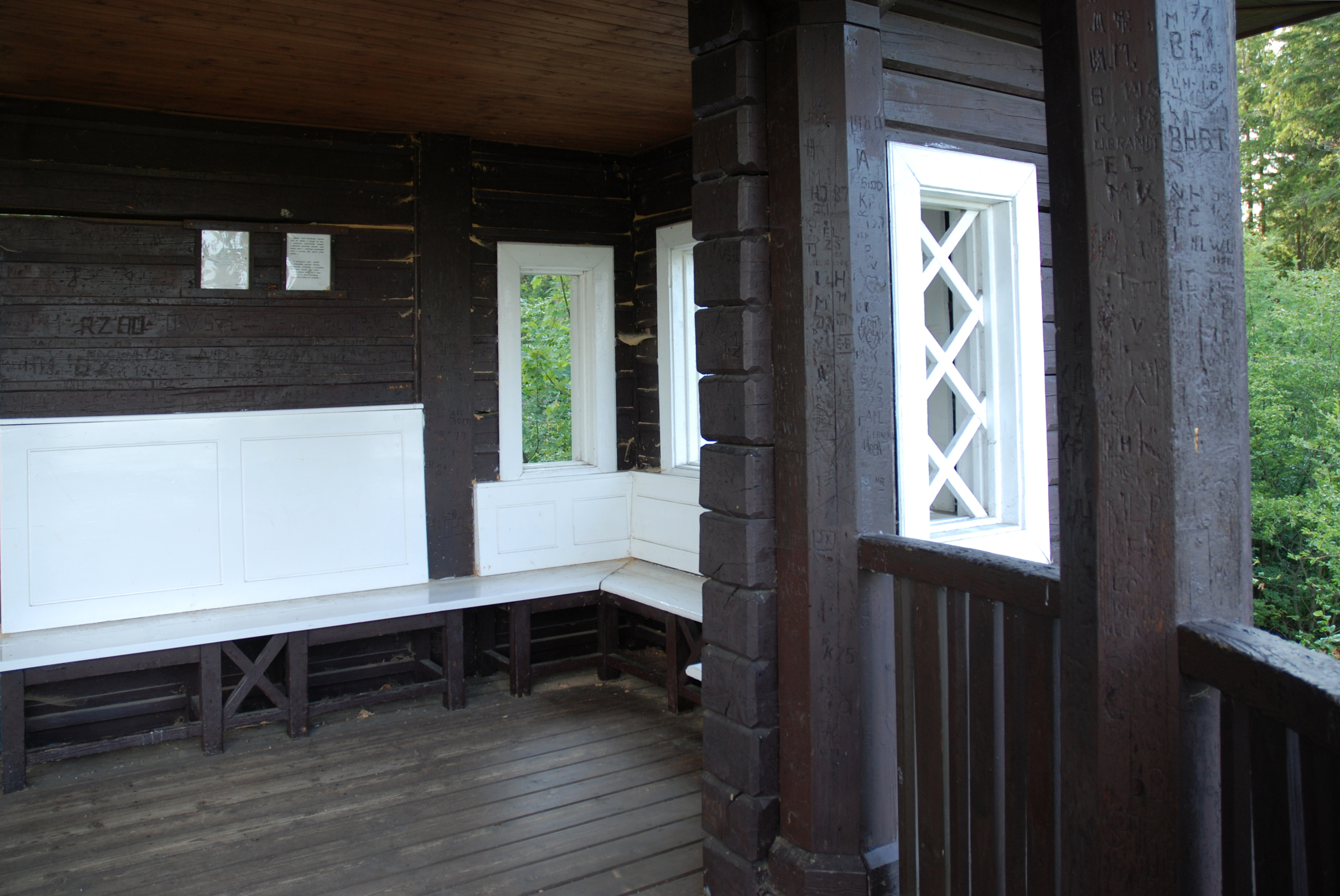
Část interiéru, červenec 2019
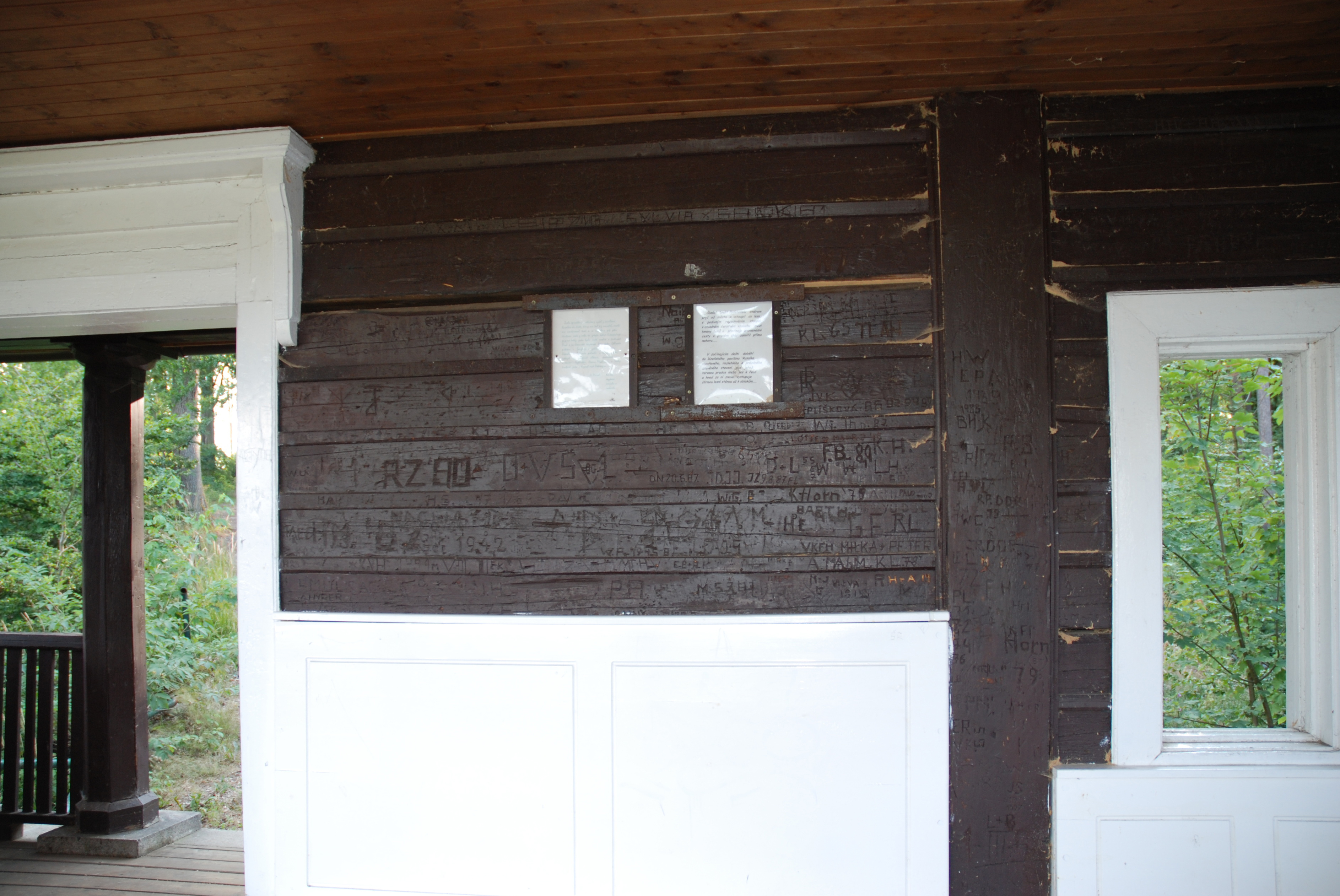
Stěna s tabulkami textu Vladimíra Párala, červenec 2019
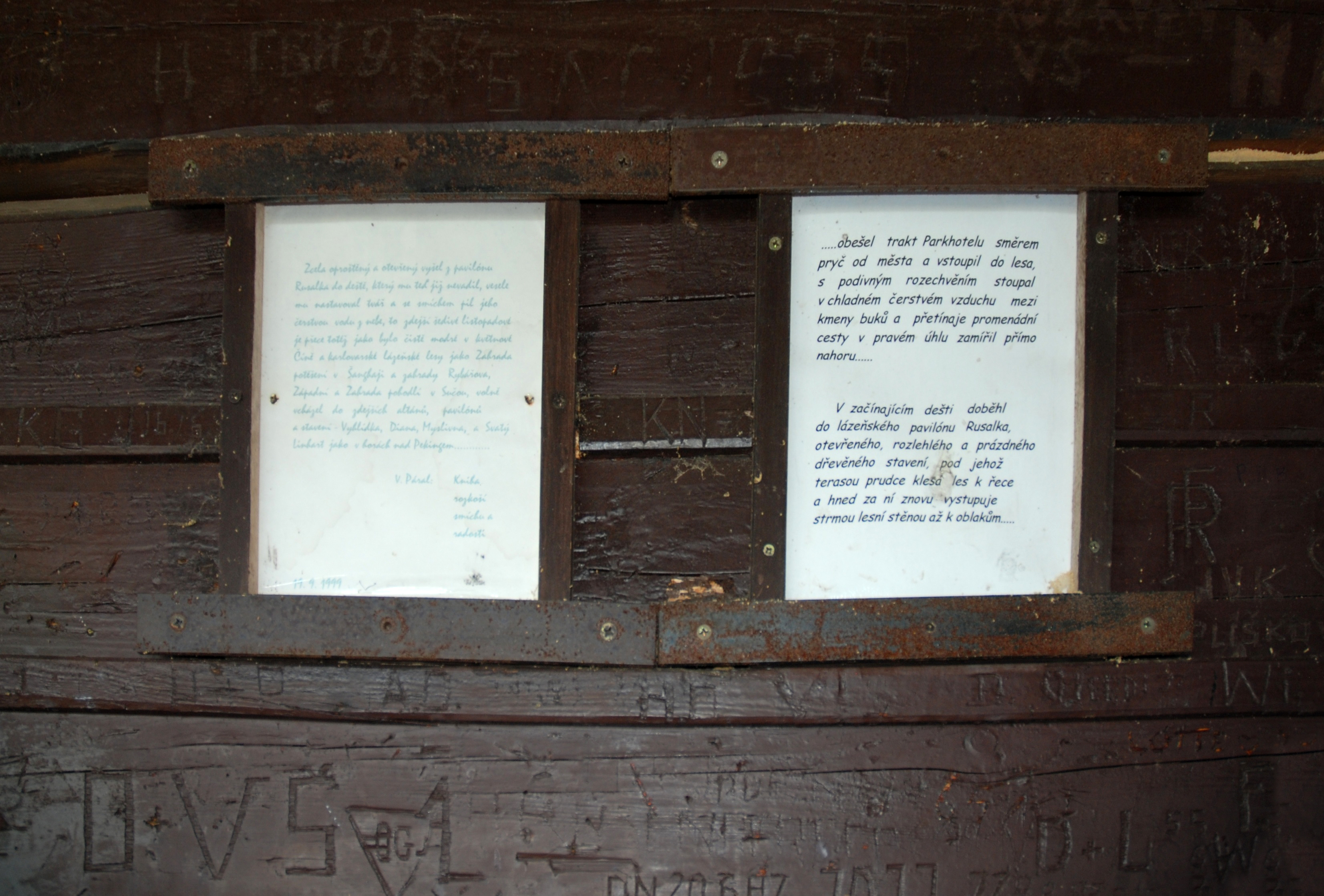
Texty Vladimíra Párala, červenec 2019